# 캐치프레이즈
캐치프레이즈(영어: Catchphrase), 또는 구호는 다른 사람에게 주의를 끌기 위해 사용되는 문구 및 문장을 말한다. 상품 광고에서는 캐치프레이즈 (광고 문구)가 상품의 인상을 결정하는 요인 중 중요한 것으로 다뤄지고 있다. 직업으로서 캐치프레이즈를 창작하는 사람을 카피라이터라고 한다.
이 문구는 대중문화와 미술에서 종종 기원하며 보통 구전 및 여러 대중매체(예: 영화, 인터넷, 문헌, 출판, 카툰/라디오 등의 텔레비전)를 통해 전파된다. 일부는 인물 또는 캐릭터의 사실상의 상표나 시그너처가 된다.

## 문화
왜 사람들이 사회 상황에서 영화 인용을 좋아하는지를 연구한 캔자스주립 대학교의 심리학 교수 리처드 해리스에 따르면
일상 회화에서 영화 인용문을 사용하는 것이 다른 사람들과 연대를 만들고 농담을 던지는 것과 비슷하다. 사람들은 코미디를 과도하게 인용하는 경향이 있다. 호러 영화, 뮤지컬, 어린이 영화들은 거의 인용되지 않는다.

## 역사
캐치프레이즈의 존재는 현대 대중 매체보다 앞선다. 이 현상에 대한 묘사는 찰스 매케이가 1841년에 출판한 비범한 대중의 망상과 군중의 광기에서 발견된다.
그리고 무엇보다도, 우리가 어디를 걷든, 우리는 힘든 손과 더러운 얼굴을 가진 사람들, 건방진 푸줏간 소년들과 심부름꾼들, 방탕한 여자들, 마차 운전사들, 카브리올레 운전사들, 그리고 거리 모퉁이를 서성이는 한량들이 즐거움으로 반복하고 웃음으로 받아들이는 한 구절을 사방에서 듣지 않을 수 없다. 이 구절을 내뱉는 자는 누구든 듣는 모든 사람들에게서 웃음을 자아낸다. 그것은 모든 상황에 적용 가능하며, 모든 질문에 대한 보편적인 대답인 듯하다. 요컨대, 그것은 그날의 가장 좋아하는 속어 구절이며, 짧은 인기 기간 동안 누추한 가난과 부당한 노동의 존재에 재미와 장난기를 더하고, 사회의 더 높은 단계에 있는 행운의 사람들만큼이나 웃을 이유를 제공하는 구절이다.
그는 런던 사람들이 "쿼즈!", "워커!" 그리고 "정말 끔찍한 모자야!"라고 외치는 당시의 예를 들며, 도시가 "갑자기 나타나서 어디에서 시작되었는지 정확히 알 수 없지만 몇 시간 안에 전체 인구에 퍼지는 이런 종류의 구절들이 특히 풍부하다"고 묘사했다.

## 같이 보기
- 표어
- 좌우명